# Chŏngju
Chŏngju (정주시?, 定州市?, Jeongju-siLR, Chŏngju-siMR) è una città (si) della Corea del Nord, localizzata nella parte meridionale della provincia del P'yŏngan Settentrionale.

## Panoramica
Il terreno in tutto il territorio di Chŏngju è principalmente pianeggiante e ricoperto per circa il 40% da foreste di conifere, sebbene inizino a riscontrarsi dei principi di alture montuose nella zona settentrionale. A sud si trova la Pianura di Chŏngju, le cui altezze maggiori non raggiungono i 200 msl. Il territorio di Chŏngju include anche un numero di circa 10 piccole isole sul mar Giallo (o mar Occidentale).
L'agricoltura locale è principalmente basata sulle colture di riso e frutteti (tra questi, la produzione principale è quella di castagne).
Le vie di trasporto che raggiungono la città sono principalmente strade statali e ferrovia, quest'ultima è attraversata dalle linee Pyongui e Pyongbuk.

## Storia
Prima del 1994, la città aveva il grado amministrativo di kun (o contea).
Nel febbraio del 2011, una serie di rarissime proteste ha coinvolto la città di Chŏngju ed altre limitrofe nella provincia del P'yŏngan Settentrionale. Le proteste, a cui ha partecipato solo una piccola percentuale della popolazione, richiedevano forniture più adeguate di riso e corrente elettrica. Pare siano state ispirate dai movimenti della Primavera araba, le cui notizie sono giunte in Corea del Nord tramite canali televisivi cinesi e passaparola da parte dei dissidenti.